# Giacomo Candido
Giacomo Candido (Guagnano, 10 de julho de 1871 – Galatina, 30 de dezembro de 1941) foi um matemático e historiador da matemática italiano.
Foi palestrante convidado do Congresso Internacional de Matemáticos em Bolonha (1928) e Zurique (1932).

## Identidade de Candido
Candido desenvolveu a igualdade com seu epônimo para provar que
[Fn2+F{n+1}2+F{n+2}2]2 = 2[Fn4+F{n+1}4+F{n+2}4]
onde Fn é a nésima sequência de Fibonacci.

A identidade de Candido é aquela para a qual, para todos números reais x e y,
[x2+y2+(x+y)2]2 = 2[x4+y4+(x+y)4]. (É fácil provar que a identidade vale em qualquer anel comutativo.)

## Publicações selecionadas
- Sulle funzioni Un , Vn di Lucas in Periodica matematica, anno XVII, 1901–1902
- La formola di Waring e sue notevoli applicazioni, Tipografia editrice salentina, 1903
- Su d'un' applicazione delle funzioni Un , Vn di Lucas in Periodica matematica, anno XX, 1904–1905
- Le equazioni reciproche in senso generale in Periodico matematica, anno XXI, 1905–1906
- Il fondo Palagi-Libri della Biblioteca Moreniana di Firenze, in Atti del II Congresso della Unione Matematica Italiana, ed. Cremonese, 1941
- Sulla mancata pubblicazione nel 1826 della celebre memoria di Abel, ed. Marra, Galatina, 1942
- Conferenze e discorsi, ed. Marra, Galatina, 1943
- Scritti matematici, ed. Marzocco, Firenze, 1948